# Christopher Thompson (Astronom)
A. Christopher „Chris“ Thompson (* 1961)  ist ein kanadischer Astronom und Astrophysiker.
Thompson ist Professor am  Canadian Institute for Theoretical Astrophysics (CITA) der University of Toronto. 
Er befasst sich mit Hochenergieastrophysik und Neutronensternen. 1992 entwickelte er mit Robert C. Duncan das Magnetar-Modell (Pulsare mit extrem hohen Magnetfeldern) der Soft Gamma Repeater (SGR).
2003 erhielt er mit Duncan und Chryssa Kouveliotou den Bruno-Rossi-Preis für ihre Arbeit über Magnetare. 2018 wurde er in die Royal Society of Canada gewählt.

## Schriften
- mit Chryssa Kouveliotou, Robert C. Duncan: Magnetare. Spektrum der Wissenschaft, Mai 2003, S. 56–63